# Viaduto Isabel Campos
O Viaduto Isabel Campos é um viaduto de 153 m de extensão, localizado em Várzea Grande na Região Metropolitana de Cuiabá. É uma importante ligação entre Várzea Grande a Cuiabá e ao Aeroporto Internacional de Cuiabá pelo bairro Ponte Nova.

## Isabel Campos
Isabel Campos foi uma professora e uma das primeira-damas mais importantes da cidade de Várzea Grande e do estado de Mato Grosso. Nascida e  criada em Cuiabá, formou-se em letras pela UFMT e em 1973, quando exercia o cargo de delegada de ensino de Mato Grosso, foi convidada pelo então prefeito de Várzea Grande Júlio Campos para assumir a Secretaria Municipal de Educação. No ano de 1982 com a posse do governador e então esposo Júlio Campos, assumiu entre 1983 e 1988 a Prosol, nesse período participou da inauguração da Rádio Industrial de Várzea Grande e em 1992 assumiu a direção da TV Brasil Oeste, a emissora passou a ser transmitida via satélite para todo o estado de Mato Grosso.
O viaduto é o primeiro da cidade e fez parte do conjunto de obras para a Copa do Mundo em 2014, construído na administração do então governador Silval Barbosa e foi dado o nome de Profª Isabel Campos, falecida em 2012 em decorrência de um câncer.